# Хохлатая галлито
Хохлатая галлито, или серая галлито (лат. Rhinocrypta lanceolata), — вид воробьиных птиц из семейства топаколовых (Rhinocryptidae), единственный в одноимённом роде (Rhinocrypta). Выделяют два подвида.

## Описание
Длина тела 21 см; вес самца составляет 59—63,5 г, самки — 51,5—64 г. У взрослых особей корона, бока головы и затылок коричные, в белых полосках, продолговатые перья короны образуют гребень; верхние части тела оливково-серые; горло и грудка светло-серые, белеющие книзу; стороны грудки и нижняя сторона тела каштановые, низ боков, брюшка и зада оливково-серый; радужные оболочки коричневые; клюв чёрный сверху, серый снизу с темным кончиком. Неполовозрелые особи не описаны. Представители подвида Rh. l. saturata темнее, с более коричневатой спинкой и более оливково-коричневой гузкой, на которой присутствует меньше серого.
Питается членистоногими. В кладке 1—3, обычно 2 яйца. На гнездах птиц данного вида иногда паразитирует вид Molothrus bonariensis.

## Распространение
Обитают в Южной Америке, на территории Аргентины, Боливии и Парагвая.